# Lancia Appia
Lancia Appia — модель автомобіля виробництва Lancia, яка випускалася трьома різними серіями з весни 1953 року до осені 1963 року. У першій серії (1953-1956) було виготовлено 20 005 машин, у другій (1956-1959) 22 424 і в третій (1959-1963) 55 577 машин.

## Опис

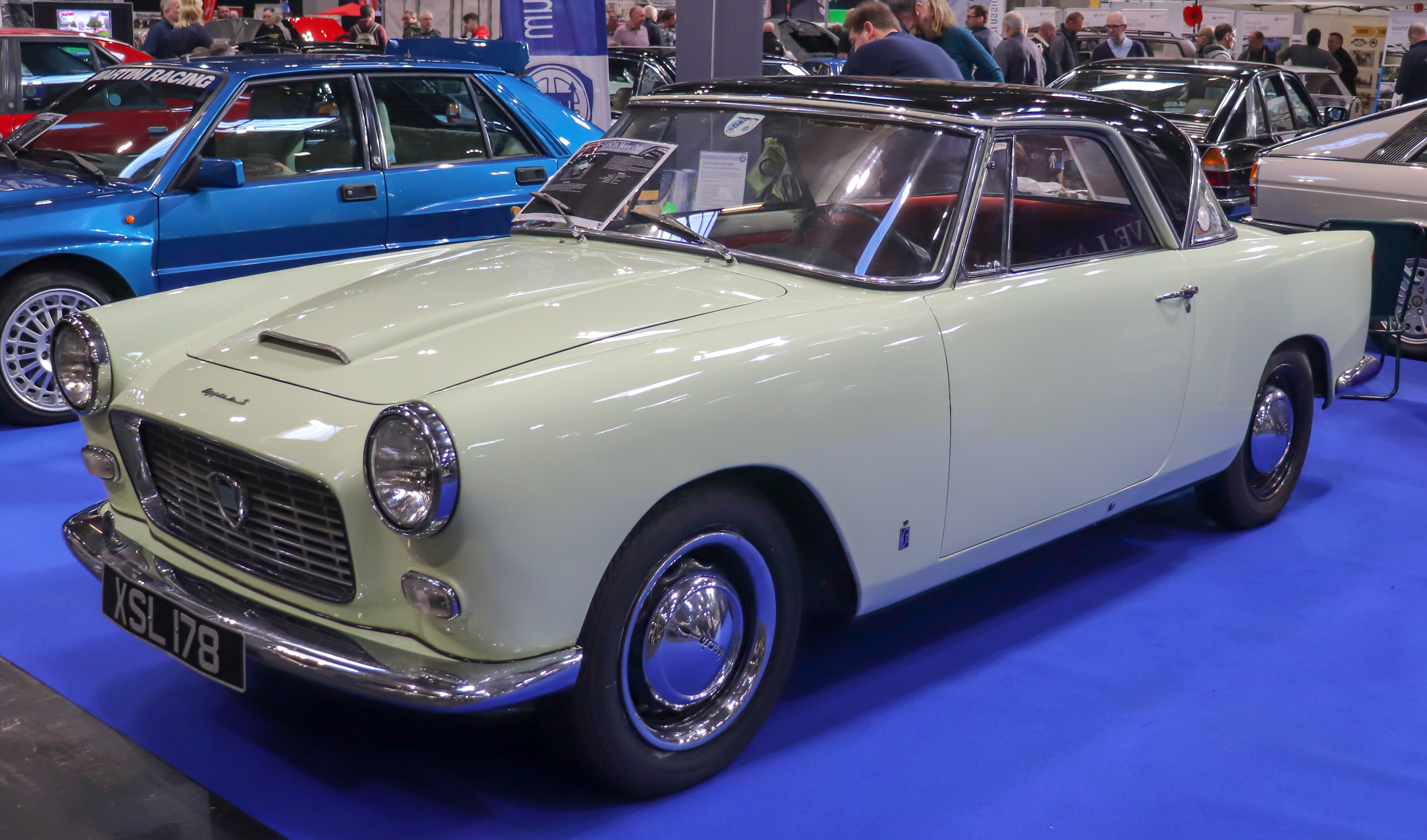
1958 Lancia Appia Pininfarina Coupe

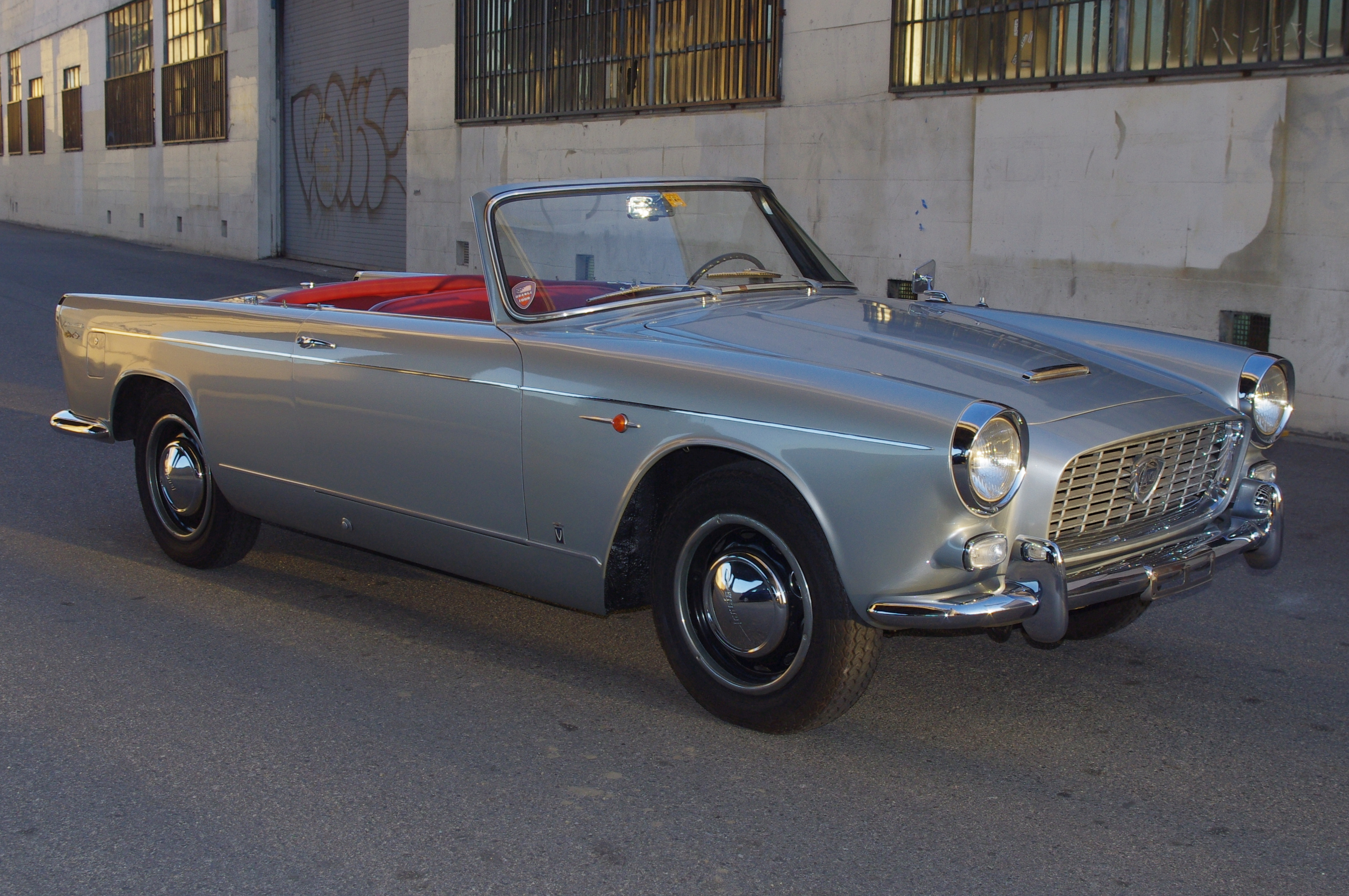
1964 Lancia Appia Vignale

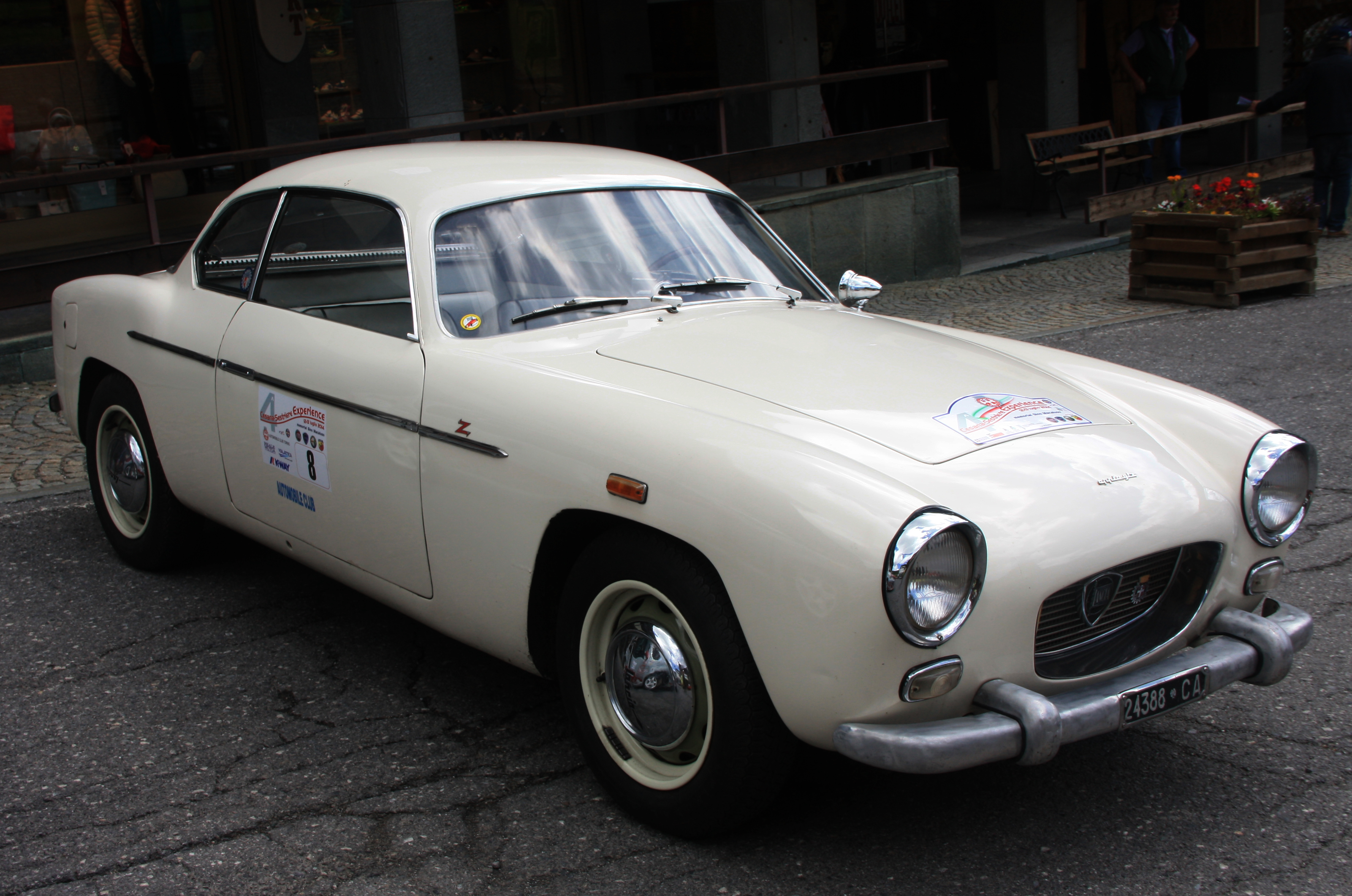
Lancia Appia Sport Zagato

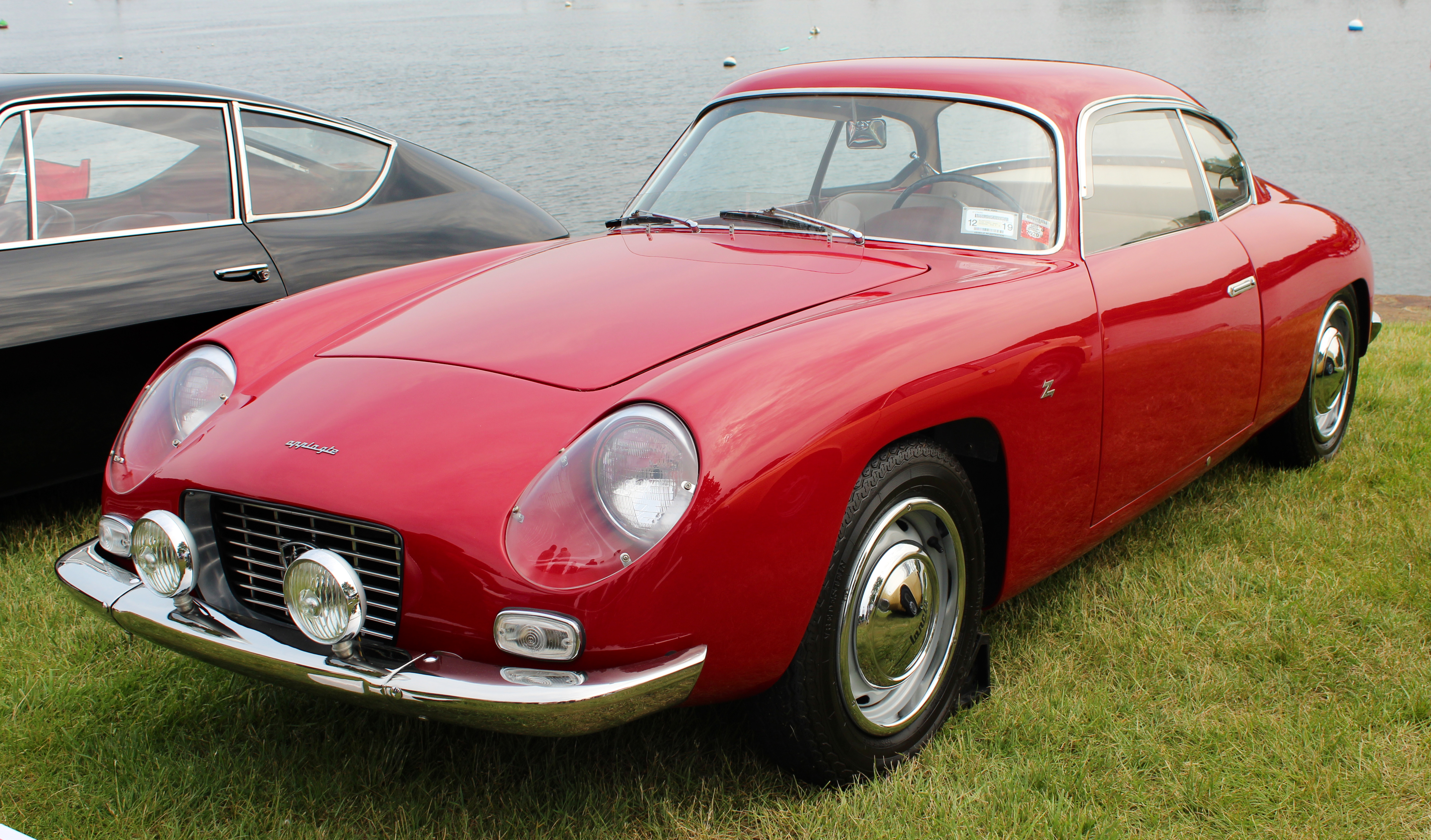
1960 Lancia Appia GTE Zagato

Appia була дорожча за Fiat 1100 і не така швидка, як Alfa Romeo Giulietta. Як і його попередник Ardea та Fiat 1100 до війни, він не має середньої стійки, тому відкривається великий простір за допомогою протилежних дверей. Чотирициліндровий V-подібний двигун із близько розташованими циліндрами (кут крену 10,14°) має два верхні розподільні вали, напівсферичні камери згоряння та двопідшипниковий колінчастий вал. Передні колеса окремо підвішені на прямій напрямній з ковзаючими втулками; ззаду Appia має жорстку вісь на листових ресорах з телескопічними амортизаторами. Він має просте черв'ячне рульове керування та барабанні гальма з гідравлічним приводом на всіх колесах. На відміну від більшої Aurelia, Appia не розмістила коробку передач на задній осі (трансаксіль). Завдяки легшому 4-циліндровому двигуну, встановленому далеко позаду в моторному відсіку, алюмінієвому капоту та розміщенню важкої батареї під дном багажника, седан Appia також досягає майже ідеального розподілу ваги між передньою та задньою осями. У першій серії седана Appia великі частини кузова та додаткові деталі виготовлялися з алюмінію, який був дорогим у виробництві та не особливо придатним для повсякденного використання, тому Lancia утрималася від використання алюмінію на великих поверхнях у наступні серії.
Окрім седана, Zagato випустила дві версії купе, одну — Pininfarina, а кабріолет — Carrozzeria Vignale. Був також універсал «Giardinetta» від Viotti на основі третьої серії. Спеціальні компанії, такі як Carrozzeria Garavini, виготовляли, серед іншого, машини швидкої допомоги на базі Аппіа.

## Двигуни
| Модель               | Роки виробництва | Двигун | Об'єм    | Потужність      | Система живлення |
| -------------------- | ---------------- | ------ | -------- | --------------- | ---------------- |
| Limousine (1. Serie) | 1953–1956        | V4     | 1089 см³ | 38 к.с. (28 kW) | карбюратор       |
| Limousine (2. Serie) | 1956–1959        | V4     | 1089 см³ | 43 к.с. (32 kW) | карбюратор       |
| Limousine (3. Serie) | 1959–1963        | V4     | 1089 см³ | 48 к.с. (35 kW) | карбюратор       |
| Coupé, Cabrio        | 1956–1963        | V4     | 1089 см³ | 53 к.с. (39 kW) | карбюратор       |
| GTS                  | 1956–1958        | V4     | 1089 см³ | 58 к.с. (43 kW) | карбюратор       |
| Sport                | 1960–1963        | V4     | 1089 см³ | 60 к.с. (44 kW) | карбюратор       |